# 리얼오니곡코 (노래)
《리얼 술래잡기》(일본어: リアル鬼ごっこ リアルおにごっこ[*])는 KOTOKO의 메이져 10번째 싱글을 말한다.

## 수록 곡
1. リアル鬼ごっこ [6:35]
작사 : KOTOKO / 작곡, 편곡 : 다카세 가즈야
  - 영화 《리얼 술래잡기》주제가
2. siren [5:37]
작가:KOTOKO / 작곡, 편곡:다카세 가즈야
3. リアル鬼ごっこ (instrumental)
4. siren (instrumental)